# جائزة محمد زفزاف للرواية العربية
جائزة محمد زفزاف للرواية العربية انطلقت سنة 2002 بمدينة أصيلة وتعد من أهم الجوائز الأدبية العربية، ويمنحها منتدى أصيلة إلى روائي على مجمل أعماله الإبداعية.

## نبذة عن الجائزة ونشأتها
تنظم فعاليات مهرجان موسم أصيلة الثقافي الدولي الجائزة منذ سنة 2002 وتهتم الجائزة بمختلف ومجمل الأعمال الابداعية وتمنح كل ثلاث سنوات خلال المهرجان.

## لجنة التحكيم
| الاسم             | البلد                    |
| ----------------- | ------------------------ |
| راشد صالح العريمي | الإمارات العربية المتحدة |
| شهلا العجيلي      | سوريا                    |
| أمين الزاوي       | الجزائر                  |
| حسين حمودة        | مصر                      |
| فاتحة الطايب      | المغرب                   |
| فاطمة كدو         | المغرب                   |
| محمد بن عيسى      | المغرب                   |

## فائزون سابقون
سبق أن فاز بـجائزة محمد زفزاف للرواية العربية كل من:
| الاسم          | البلد   | السنة |
| -------------- | ------- | ----- |
| الطيب صالح     | السودان | 2002  |
| إبراهيم الكوني | ليبيا   | 2005  |
| مبارك ربيع     | المغرب  | 2008  |
| حنا مينة       | سوريا   | 2010  |
| سحر خليفة      | فلسطين  | 2013  |
| حسونة المصباحي | تونس    | 2016  |
| أحمد المديني   | المغرب  | 2018  |
| رشيد الضعيف    | لبنان   | 2023  |

## وصلات خارجية
- ASSILAH أصـيلة